# Großsteingrab Valthe-West
Das Großsteingrab Valthe-West ist eine megalithische Grabanlage der jungsteinzeitlichen Westgruppe der Trichterbecherkultur bei Valthe, einem Ortsteil von Borger-Odoorn in der niederländischen Provinz Drenthe. Es trägt die Van-Giffen-Nummer D34.

## Lage
Das Grab befindet sich westlich von Valthe, direkt an der Grenze zu Odoorn am Hunebedweg. In der näheren Umgebung gibt es zahlreiche weitere Großsteingräber. 860 m südsüdöstlich befindet sich das Großsteingrab Valthe-Zuidwest (D35), 1,8 km östlich die beiden Großsteingräber bei Valthe-Oost (D36 und D37), 2,4 km nordwestlich das Großsteingrab Odoorn (D32) und 2,8 km nördlich das Großsteingrab Exloo-Zuid (D31). Auch mehrere zerstörte Gräber sind aus dieser Gegend bekannt. 150 m nördlich lag das Großsteingrab Valthe-Valtherveld (D33), 920 m nordnordwestlich das Großsteingrab Odoorn-Noorderveld 2 (D32d), 2,1 km nordnordwestlich das Großsteingrab Odoorn-Noorderveld 1 (D32c), 2,4 km westnordwestlich das Großsteingrab Odoorn-Westeres (D32a) und 2,8 km südsüdöstlich das Großsteingrab Weerdinge (D37a). 550 m nordnordwestlich befindet sich zudem der größte Grabhügel in Drenthe, der Eppiesbergje.

## Forschungsgeschichte

### 19. Jahrhundert
Die Existenz des Grabes wurde erstmals 1818 von R. Boelken erwähnt. Leonhardt Johannes Friedrich Janssen, Kurator der Sammlung niederländischer Altertümer im Rijksmuseum van Oudheden in Leiden, besuchte 1847 einen Großteil der noch erhaltenen Großsteingräber der Niederlande, darunter auch das Grab von Valthe-West, und publizierte im folgenden Jahr das erste Überblickswerk mit Baubeschreibungen und schematischen Plänen der Gräber. 1869 wurde das Grab teilweise zerstört. Janssens Nachfolger Willem Pleyte unternahm 1874 zusammen mit dem Fotografen Jan Goedeljee eine Reise durch Drenthe und ließ dort erstmals alle Großsteingräber systematisch fotografieren. Auf Grundlage dieser Fotos fertigte er Lithografien an. Conrad Leemans, Direktor des Rijksmuseums, unternahm 1877 unabhängig von Pleyte eine Reise nach Drenthe. Jan Ernst Henric Hooft van Iddekinge, der zuvor schon mit Pleyte dort gewesen war, fertigte für Leemans Pläne der Großsteingräber an. Leemans’ Bericht blieb allerdings unpubliziert. 1878 erfolgte eine Dokumentation durch William Collings Lukis und Henry Dryden, die auf Anregung von Augustus Wollaston Franks die Provinz Drenthe bereisten und dabei sehr genaue Grundriss- und Schnittzeichnungen von 40 Großsteingräbern anfertigten.

### 20. und 21. Jahrhundert
Zwischen 1904 und 1906 dokumentierte der Mediziner und Amateurarchäologe Willem Johannes de Wilde alle noch erhaltenen Großsteingräber der Niederlande durch genaue Pläne, Fotografien und ausführliche Baubeschreibungen. Seine Aufzeichnungen zum Grab von Valthe-West sind allerdings verloren gegangen. 1918 dokumentierte Albert Egges van Giffen die Anlage für seinen Atlas der niederländischen Großsteingräber. 1952 wurde das Grab durch van Giffen untersucht und restauriert. 2017 wurde die Anlage zusammen mit den anderen noch erhaltenen Großsteingräbern der Niederlande in einem Projekt der Provinz Drente und der Reichsuniversität Groningen von der Stiftung Gratama mittels Photogrammetrie in einem 3D-Atlas erfasst. 2021 und 2022 wurde bei Grab D34 von der Rijksuniversiteit Groningen eine Grabung unter der Leitung von Daan Raemaekers durchgeführt.

## Beschreibung
Bei der Anlage handelt es sich um ein südost-nordwestlich orientiertes Ganggrab. Eine steinerne Umfassung konnte nicht festgestellt werden. Die Grabkammer hat eine Länge von 7,8 m und eine Breite von 3 m. Sie besteht aus fünf Wandsteinpaaren an den Langseiten und je einem Abschlussstein an den Schmalseiten. Von den ursprünglich fünf Decksteinen sind noch drei vorhanden. Van Giffen stellte bei seiner Untersuchung im Jahr 1952 fest, dass das Kammerinnere bereits völlig leergeräumt war. Zwischen dem von Südosten aus gesehen zweiten und dritten Wandstein der südwestlichen Langseite befindet sich der Zugang zur Kammer. Ihm ist ein Gang aus zwei Wandsteinen vorgelagert. 